# Jogos Europeus de 2019
Os Jogos Europeus de 2019 (em bielorrusso Еўрапейскія гульні 2019 e em russo Европейские игры 2019) foi a segunda edição dos Jogos Europeus que se foi realizado a cabo em Minsk (Bielorrússia) do 21 ao 30 de junho de 2019. Estes jogos contam com 200 eventos em 23 disciplinas desportivas. Os organizadores deste evento multideportivo esperam ao redor de 4000 atletas de 50 países participantes.

## Eleição da sede
Inicialmente, o Comité Olímpico Europeu em sua assembleia extraordinária do 16 de maio de 2015 tinha elegido aos Países Baixos para que organizasse os Jogos Europeus em várias cidades (Amsterdão, Haia, Eindhoven, Roterdão e Utrecht), mas semanas depois dito país renunciou a realizar o certame multiesportivo. Depois selecionaram as cidades que iam ser candidatas para os jogos europeus:
- Minsk, Bielorrússia
- Glasgow, Reino Unido
- Poznań, Polónia
- Sótchi e Cazã, Rússia
- Istambul e Mersin, Turquia

Em novembro de 2015, Rússia anunciou que seria o país anfitrião dos jogos europeus, mas ao mesmo tempo a AMA (em suas siglas em inglês WADA) começou, por parte do COI, a investigação sobre o escândalo de dopagem dos desportistas russos que implica a renúncia da sua candidatura e apoio num evento desportivo do continente europeu.
Finalmente, durante a 45.ª assembleia geral do COE, que teve lugar em Minsk a 21 de outubro de 2016, se anunciou que os segundos jogos europeus terão lugar na Bielorrússia em junho de 2019. A cidade anfitriã será Minsk.
| 45.ª Sessão do Comité Olímpico Europeu 21 de outubro de 2016, Minsk, Bielorrússia |         |         |         |
| Cidade                                                                            | Votação | Votação | Votação |
| Minsk (BLR)                                                                       | Unânime |         |         |

## Organização
Em 12 de maio de 2017, o presidente da Bielorrússia, Alexander Lukashenko assinou um decreto que criou a Fundação da Direção dos II Jogos Europeus de 2019. Os fundadores da Fundação são: Comitê Olímpico Nacional da Bielorrússia, Comitê Executivo da Cidade de Minsk e o Ministério dos Esportes e do Turismo. George Katulin, Secretário Geral do Comitê Olímpico Nacional da Bielorrússia, foi nomeado como CEO da fundação em agosto de 2017. 

## Voluntários
O início da seleção dos voluntários dos Jogos foi em setembro de 2017 e as candidaturas se encerraram em 1 de abril de 2019. Em abril de 2019, a cabeça da rede de voluntários, Nadezhda Anisovets, disse que o apelo resultou em 24.000 inscrições, muito maiores que as 8.000 necessárias para os Jogos. Também se inscreveram pessoas de outros países, como Rússia, Austrália, Estados Unidos, México e Egito.

## Mascote
No outono de 2017, anunciou-se um concurso aberto para o desenvolvimento na Bielorrússia da mascote dos Jogos Europeus. Qualquer um podia participar no concurso. Mais de 2 000 variantes foram recolhidas de profissionais e aficionados. A apresentação pública da versão ganhadora teve lugar num das salas de cinema a 29 de novembro de 2018. A mascote eleita foi um bebé zorro chamado "Lesik" que usa uma camisa e calças curtas com as cores do logo dos jogos e usa sapatos e um gorro com o slogan dos jogos.

### Sedes
O Comité Organizador planeja envolver às instalações desportivas já existiam após a sua renovação.  A abertura e final, bem como as competições em pista e campo, levar-se-ão a cabo no Estádio Dínamo.
Os atletas, oficiais de equipe e outros pessoais da equipe vão viver na villa dos estudantes, preparada para acolher até 6000 pessoas. Parte das instalações da villa já se pôs em funcionamento, parte dela se completou em abril de 2019.
| Instalações esportivas   | Instalações esportivas         |
| Local                    | Modalidades                    |
| ------------------------ | ------------------------------ |
| Estádio Dínamo de Minsk  | Atletismo                      |
| Olympic Sports Complex   | Tiro com arco Futebol de areia |
| Palova Arena             | Basquetebol 3x3                |
| Uruchie Sports Palace    | Boxe                           |
| Minsk Sports Palace      | Sambo Luta livre               |
| Minsk-Arena              | Ginástica                      |
| Minsk Arena Velodrome    | Ciclismo de pista              |
| Chizhovka-Arena          | Caratê Judô                    |
| Sporting Club            | Tiro Desportivo                |
| Shooting Centre          | Tiro Desportivo                |
| Centro Olímpico de Tênis | Tênis de mesa                  |
| Zaslawye Regatta Course  | Canoagem                       |
| Falcon Club              | Badmínton                      |
| Ruas de Minsk            | Ciclismo de Rua                |

## Desportos
Nos Jogos Europeus de 2019 disputar-se-ão competições em 15 desportos: 11 desportos olímpicos, dois desportos não olímpicos (Caratê e sambo) e duas modalidades não olímpicas de desportos olímpicos (basquete 3x3 e futebol de areia). Eliminaram-se várias disciplinas desportivas após os Jogos Europeus de 2015: desportos aquáticos (natação, nado sincronizado, saltos e waterpolo), BMX, ciclismo de montanha, esgrima, taekwondo, triatlo e vôlei (voleibol e voleibol de praia).
| - Atletismo - Badminton - Basquetebol - Boxe - Ciclismo | - Futebol de areia - Ginástica - Judô - Caratê - Lutas | - Canoagem - Sambo - Tênis de mesa - Tiro esportivo - Tiro com arco |

## Participantes
Nestes jogos participarão 50 países pertencentes aos Comités Olímpicos Europeus, representados por ao redor de 4000 desportistas.
| Lista de nações participantes (quantidade de desportistas) | Lista de nações participantes (quantidade de desportistas) | Lista de nações participantes (quantidade de desportistas) |
| --- | --- | --- |
| - Albânia (ALB) - Alemanha (GER) - Andorra (AND) - Arménia (ARM) - Áustria (AUT) - Azerbaijão (AZE) - Bielorrússia (BLR) - Bélgica (BEL) - Bósnia e Herzegóvina (BIH) - Bulgária (BUL) - Croácia (CRO) - Chipre (CYP) - Dinamarca (DEN) - Espanha (ESP) - Eslováquia (SVK) - Eslovénia (SLO) - Estónia (EST) | - Finlândia (FIM) - França (FRA) - Georgia (GEO) - Grécia (GRE) - Hungria (HUN) - Irlanda (IRL) - Islândia (ISL) - Israel (ISR) - Itália (ITA) - Kosovo (KOS) - Letónia (LAT) - Liechtenstein (LIE) - Lituânia (LTU) - Luxemburgo (LUX) - Macedónia do Norte (MKD) - Malta (MLT) - Moldávia (MDA) | - Mônaco (MON) - Montenegro (MNE) - Noruega (NOR) - Países Baixos (NED) - Polónia (POL) - Portugal (POR) - Reino Unido (GBR) - República Checa (CZE) - Roménia (ROU) - Rússia (RUS) - San Marino (SMR) - Sérvia (SRB) - Suécia (SWE) - Suíça (SUI) - Turquia (TUR) - Ucrânia (UKR) |

## Desenvolvimento

### Calendário
A competição consta de 199 eventos em 15 desportos.
| AP | Abertura | ● | Competições | 1 | Eventos finais | CL | Fechamento |

| Junho                | Junho            | 21 Sex | 22 Sab | 23 Dom | 24 Seg | 25 Ter | 26 Qua | 27 Qui | 28 Sex | 29 Sab | 30 Dom | Medalhas Eventos |
| -------------------- | ---------------- | ------ | ------ | ------ | ------ | ------ | ------ | ------ | ------ | ------ | ------ | ---------------- |
| Cerimónias           | Cerimónias       | AP     |        |        |        |        |        |        |        |        | CL     |                  |
| Atletismo            | Atletismo        |        |        | 8      |        | ●      | ●      |        | 1      |        |        | 9                |
| Badminton            | Badminton        |        |        |        | ●      | ●      | ●      | ●      | ●      | 2      | 3      | 5                |
| Basquetebol          | Basquetebol      | ●      | ●      | ●      | 2      |        |        |        |        |        |        | 2                |
| Boxe                 | Boxe             | ●      | ●      | ●      | ●      | ●      | ●      |        | ●      | 7      | 8      | 15               |
| Ciclismo             |                  |        |        |        |        |        |        |        |        |        |        |                  |
| Ciclismo de estrada  |                  | 1      | 1      |        | 2      |        |        |        |        |        | 4      |                  |
| Ciclismo de pista    |                  |        |        |        |        |        | 2      | 6      | 6      | 6      | 20     |                  |
| Futebol de areia     | Futebol de areia |        |        |        |        | ●      | ●      | ●      | ●      | 1      |        | 1                |
| Ginástica            |                  |        |        |        |        |        |        |        |        |        |        |                  |
| Ginástica Acrobática |                  | 4      | 2      |        |        |        |        |        |        |        | 6      |                  |
| Ginástica Aeróbica   |                  |        |        | 1      | 1      |        |        |        |        |        | 2      |                  |
| Ginástica Artística  |                  |        |        |        |        |        | ●      |        | 2      | 10     | 12     |                  |
| Ginástica Rítmica    |                  | 1      | 7      |        |        |        |        |        |        |        | 8      |                  |
| Trampolín            |                  |        |        | 2      | 2      |        |        |        |        |        | 4      |                  |
| Judô                 | Judô             |        | 5      | 4      | 5      | 1      |        |        |        |        |        | 15               |
| Caratê               | Caratê           |        |        |        |        |        |        |        |        | 6      | 6      | 12               |
| Lutas                | Lutas            |        |        |        |        | ●      | 4      | 4      | 4      | 3      | 3      | 18               |
| Canoagem             | Canoagem         |        |        |        |        | ●      | 5      | 11     |        |        |        | 16               |
| Sambo                | Sambo            |        | 9      | 9      |        |        |        |        |        |        |        | 18               |
| Tênis de mesa        | Tênis de mesa    |        | ●      | ●      | ●      | 1      | 2      | ●      | ●      | 2      |        | 5                |
| Tiro esportivo       | Tiro esportivo   |        | 2      | 4      | 2      | 1      | 2      | 4      | 3      | 1      |        | 19               |
| Tiro com arco        | Tiro com arco    | ●      | 2      | 2      | ●      | ●      | 2      | 2      |        |        |        | 8                |
| Total                | Total            | 0      | 24     | 37     | 12     | 8      | 15     | 23     | 14     | 30     | 36     | 199              |
| Junho                | Junho            | 21 Qua | 22 Sab | 23 Dom | 24 Seg | 25 Ter | 26 Qua | 27 Sex | 28 Qua | 29 Sab | 30 Dom | Medalhas Eventos |

## Medalheiro
País sede destacado.
| Ordem | País                     | Medalha de ouro | Medalha de prata | Medalha de bronze |     |
| ----- | ------------------------ | --------------- | ---------------- | ----------------- | --- |
| 1     | RUS Rússia               | 44              | 23               | 42                | 109 |
| 2     | BLR Bielorrússia         | 24              | 16               | 29                | 69  |
| 3     | UKR Ucrânia              | 16              | 17               | 28                | 51  |
| 4     | ITA Itália               | 13              | 15               | 13                | 41  |
| 5     | NED Países Baixos        | 9               | 13               | 7                 | 29  |
| 6     | GER Alemanha             | 7               | 6                | 13                | 26  |
| 7     | GEO Geórgia              | 6               | 10               | 14                | 30  |
| 8     | FRA França               | 6               | 9                | 13                | 28  |
| 9     | GBR Grã-Bretanha         | 6               | 9                | 8                 | 23  |
| 10    | AZE Azerbaijão           | 5               | 10               | 13                | 28  |
| 11    | ARM Armênia              | 5               | 3                | 3                 | 11  |
| 12    | ESP Espanha              | 5               | 2                | 6                 | 13  |
| 13    | HUN Hungria              | 4               | 6                | 9                 | 19  |
| 14    | BEL Bélgica              | 4               | 1                | 1                 | 6   |
|       | SLO Eslovênia            | 4               | 1                | 1                 | 6   |
| 16    | BUL Bulgária             | 3               | 7                | 8                 | 18  |
| 17    | POR Portugal             | 3               | 6                | 6                 | 15  |
| 18    | SUI Suíça                | 3               | 3                | 4                 | 10  |
| 19    | ISR Israel               | 3               | 3                | 1                 | 7   |
| 20    | GRE Grécia               | 3               | 2                | 4                 | 9   |
| 21    | DEN Dinamarca            | 3               | 2                | 3                 | 8   |
| 22    | POL Polônia              | 3               | 1                | 10                | 14  |
| 23    | SWE Suécia               | 3               | 1                | 4                 | 8   |
| 24    | TUR Turquia              | 2               | 6                | 7                 | 15  |
| 25    | CZE Chéquia              | 2               | 5                | 6                 | 13  |
| 26    | ROU Romênia              | 2               | 3                | 5                 | 10  |
| 27    | LAT Letônia              | 2               | 3                | 2                 | 7   |
| 28    | CRO Croácia              | 2               | 1                | 5                 | 8   |
| 29    | LTU Lituânia             | 2               | 1                |                   | 3   |
| 30    | FIN Finlândia            | 2               |                  | 1                 | 3   |
| 31    | AUT Áustria              | 1               | 2                | 4                 | 7   |
|       | IRL Irlanda              | 1               | 2                | 4                 | 7   |
| 33    | SRB Sérvia               | 1               | 2                | 3                 | 6   |
| 34    | KOS Kosovo               | 1               | 1                | 1                 | 3   |
| 35    | EST Estônia              |                 | 2                | 3                 | 5   |
| 36    | MDA Moldávia             |                 | 1                | 4                 | 5   |
| 37    | SVK Eslováquia           |                 | 1                | 3                 | 4   |
| 38    | LUX Luxemburgo           |                 | 1                | 2                 | 3   |
| 39    | BIH Bósnia e Herzegovina |                 | 1                |                   | 1   |
|       | CYP Chipre               |                 | 1                |                   | 1   |
|       | MNE Montenegro           |                 | 1                |                   | 1   |
| 42    | NOR Noruega              |                 |                  | 2                 | 2   |
| 43    | SMR San Marino           |                 |                  | 1                 | 1   |
| TOTAL | TOTAL                    | 200             | 200              | 293               | 683 |